# Alberto Apponi
Alberto Apponi (Roma, 25 gennaio 1906 – Perugia, 24 aprile 1977) è stato uno scrittore, politico e antifascista italiano, dirigente del Partito d'Azione e tra i primi seguaci italiani dell'ideologia della nonviolenza.

## Biografia
Visse fin da giovane a Perugia, dove il padre, magistrato originario del Basso Lazio, era stato trasferito. Conobbe Aldo Capitini con cui maturò un percorso di adesione al pensiero di Gandhi  e di testimonianza nonviolenta. Laureato in Giurisprudenza a Perugia nel 1929, entrò anch'egli come il padre in magistratura, lavorando dapprima a San Daniele del Friuli, quindi in Umbria, a Città della Pieve e ad Assisi. 
Amico di Guido Calogero, Norberto Bobbio, Gianfranco Contini, Augusto Del Noce, Walter Binni, ospitò nella sua casa di Assisi una conferenza che gettò le basi dell'incontro politico tra i movimenti Liberalsocialista di Calogero e Giustizia e Libertà di Carlo Rosselli.
Fu il rappresentante del Partito d'Azione nel Comitato di Liberazione Nazionale di Perugia - uno dei primi a riunire esponenti dei vari partiti antifascisti - e divenne il presidente del comitato provinciale.
Nel 1946 fu assunto da Ernesto Rossi come consulente legale dall'ARAR (Azienda Rilievo Alienazione Residuati), azienda di stato per la bonifica e la vendita dei residuati bellici lasciati in Italia dall'esercito statunitense e britannico, attiva fino al 1958. 
Nel 1961 fu colpito da una grave malattia che lo tormentò fino alla morte. 

## Opere
- Canti dell'alba, Città di Castello, Il Solco, 1925.
- Liriche. Endymion, Città di Castello, Il Solco, 1930.
- L'ordinamento giurisdizionale, Perugia, Accademia giuridica umbra, 1958.
- Per non dimenticare: il Partito d'Azione, S. Maria degli Angeli, Porziuncola, 1975.
- Invocazioni [poesie con testimonianze di Francesco Flora e Aldo Capitini], S. Maria degli Angeli, Porziuncola, 1979.